# Lord of the World
Lord of the World (O Senhor do Mundo, em português) é um romance de ficção científica distópico escrito por Robert Hugh Benson em 1907 que se centra no reino do Anticristo e no Fim do Mundo. Foi chamada de profética pelos papas Bento XVI e Francisco.
O livro retrata um mundo ameaçado por uma iminente situação que permite a um jovem desconhecido ganhar popularidade em todo o mundo e aspirar ser dono deste mundo, sendo cultuado pelo humanismo de uma falsa religião global onde se criminaliza toda expressão que ainda possa existir de uma espiritualidade verdadeiramente transcendente.
A leitura de O Senhor do Mundo revela o caráter profético do livro, com previsões tecnológicas e mesmo políticas que depois se tornaram realidade. Há ensaios que argumentam que Robert Hugh Benson criou o gênero da ficção distópica, mais tarde consagrado em clássicos como 1984 e Admirável Mundo Novo.